# Gonatodes rozei
Espèce
Statut de conservation UICN

 LC  : Préoccupation mineure
Gonatodes rozei est une espèce de geckos de la famille des Sphaerodactylidae.

## Répartition et habitat
Cette espèce est endémique du Venezuela. Elle se rencontre au Miranda, en Anzoátegui, au Guárico et au La Guaira. Elle vit entre 30 et 1 000 m d'altitude. On la trouve dans les arbres et sur les rochers dans la forêt tropicale humide de basse altitude et de pré-montagne.

## Étymologie
Cette espèce est nommée en l'honneur de Jánis Arnold Roze.

## Publication originale
- Rivero-Blanco & Schargel, 2012 : A strikingly polychromatic new species of Gonatodes (Squamata: Sphaerodactylidae) from northern Venezuela. Zootaxa, n. 3518, p. 66–78.